# Kruševo
Kruševo (em macedônio/macedónio:  Крушево) é a vila mais alta da Macedônia do Norte, situada a uma altitude de mais de 4 429 pés (1 350 m) acima do nível do mar. A vila de Kruševo é a sede do Município de Kruševo.

## Nome
Nome da cidade em diferentes idiomas:
- Português: Krusevo

## Demografia
Segundo o censo de 2002, a cidade de Kruševo tinha 5 330 habitantes e a composição étnica foi a seguinte: 
- Macedônios, 4 273 (80,2%)
- Vlachs, 1 020 (19,1%)
- Outros, 37 (0,1%)

As línguas maternas mais comuns na cidade incluíam as seguintes:
- Macedônio, 4 562 (85,6%)
- Aromanio, 744 (14,0%)
- Outras, 24 (0,5%)

A composição religiosa da cidade era a seguinte:
- Cristãos ortodoxos, 5 275 (99,0%)
- Outras, 55 (1,0%)

## Clima
Devido à sua elevada altitude, Krusevo é também um dos destinos privilegiados para desportos de inverno da Macedônia do Norte. No entanto, essa mesma qualidade também faz deste refúgio na floresta de pinheiros um destino confortável no verão, quando o ar Krusevo fica mais frio e mais puro do que nas planícies áridas.